# Pediciídeos
Pediciídeos (Pediciidae) é uma família de moscas que compreende cerca de 500 diferentes espécies, 19 delas são encontradas no Reino Unido.

## Gêneros
- Subfamília Pediciinae
  - Dicranota Zetterstedt, 1838
  - Heterangaeus Alexander, 1925
  - Malaisemyia Alexander, 1950
  - Nasiternella Wahlgren, 1904
  - Nipponomyia Alexander, 1924
  - Ornithodes Coquillett, 1900
  - Pedicia Latreille, 1809
  - Savchenkoiana Kocak, 1981
  - Tricyphona Zetterstedt, 1837
- Subfamília Ulinae
  - Ula Haliday, 1833